# Bumerang

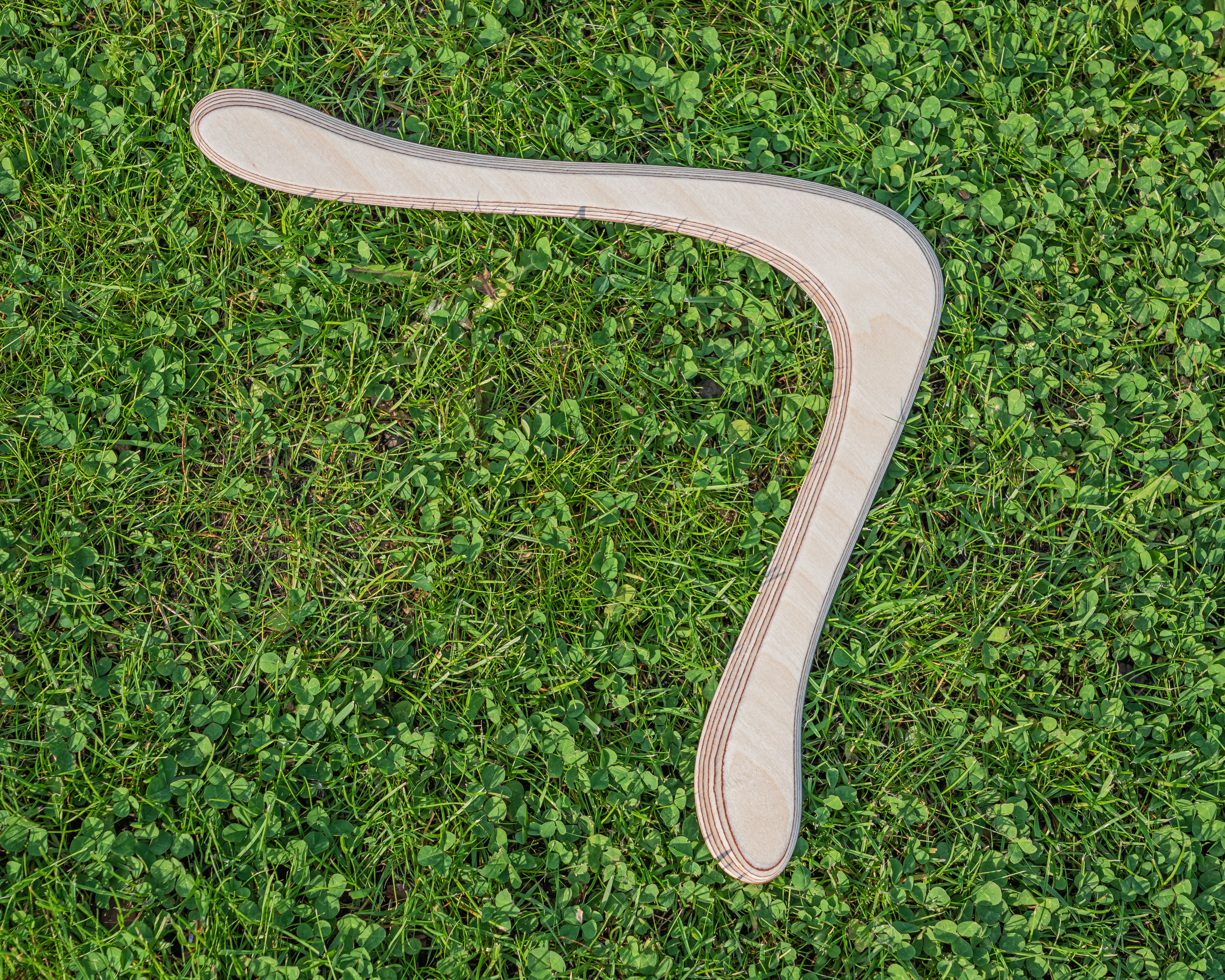
Typowy drewniany bumerang

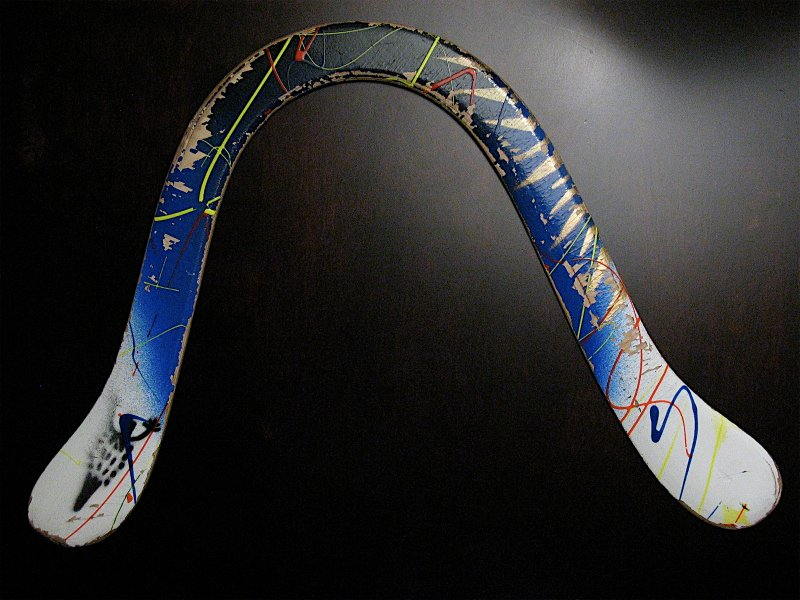
Współczesny bumerang rekreacyjny

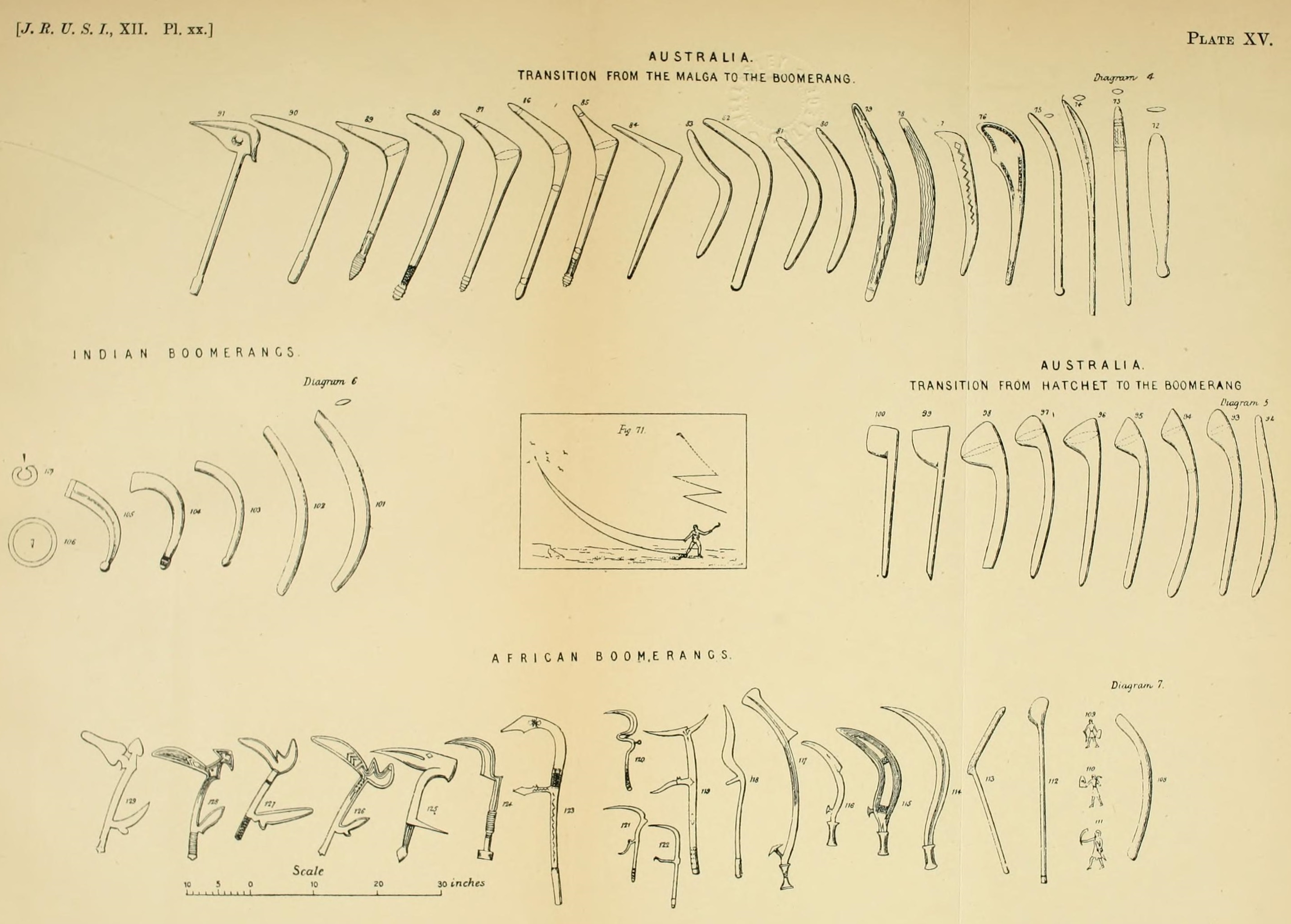
Różne typy bumerangów pochodzących z Australii, Afryki i Indii

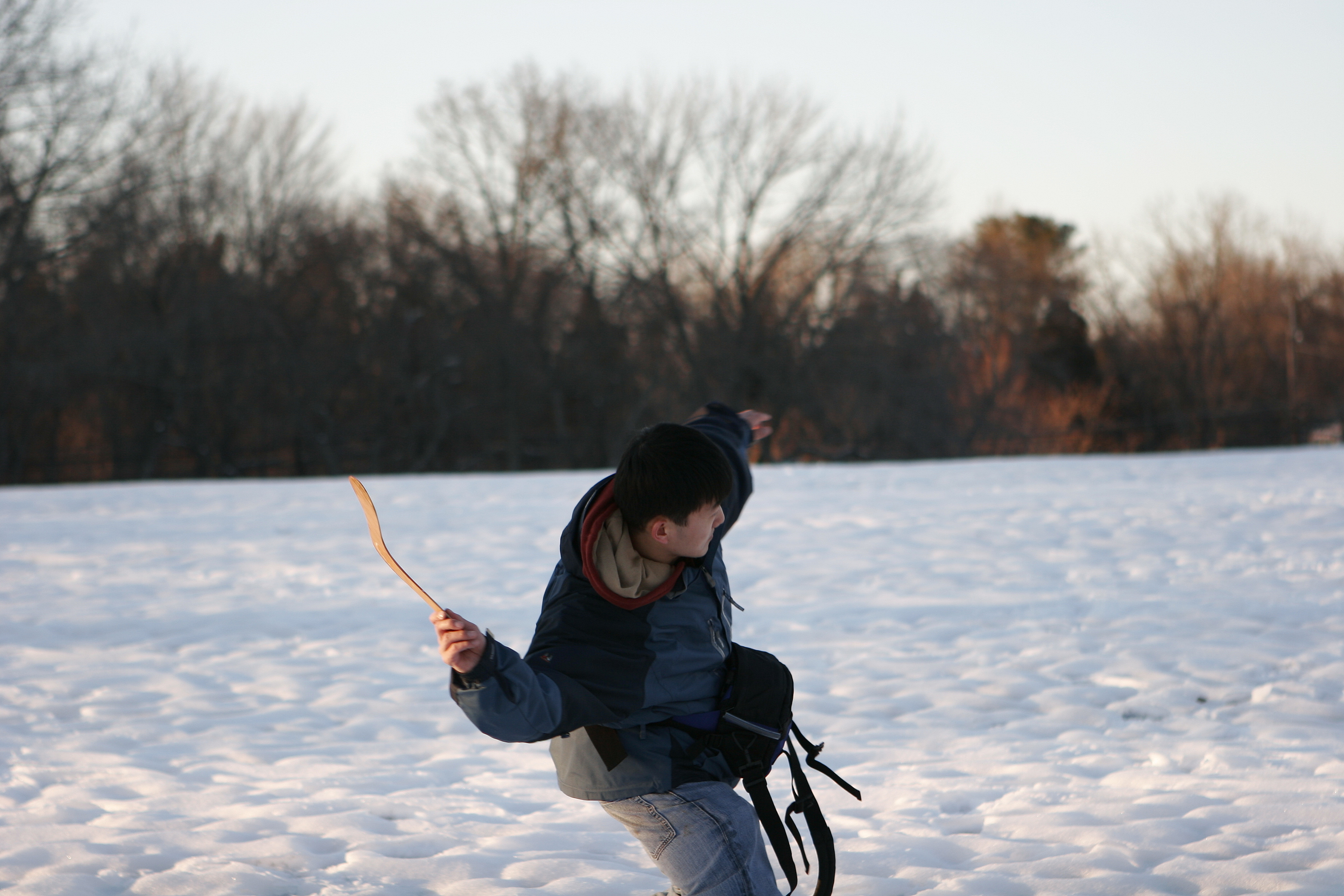
Sposób rzucania bumerangiem

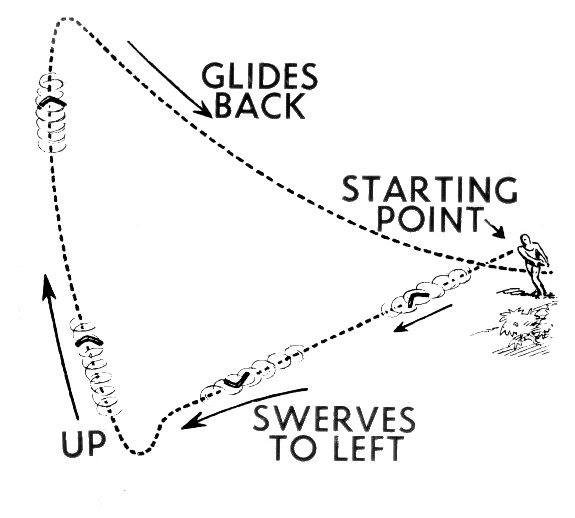
Droga lotu bumerangu

Bumerang – rodzaj ręcznie miotanego pocisku, stosowanego do polowań lub do walki, obecnie służącego także do rywalizacji i sportowej rozrywki. 

## Opis
Zasięg bumerangu nie przekracza zwykle 150 metrów i jest zależny od jego typu i ciężaru oraz siły i techniki rzucającego. Używana przez Aborygenów nazwa brzmi boo-mar-rang, czyli „kij, który wraca”. Powszechnie uważa się, że bumerangi zawsze wracają do rzucającego, w rzeczywistości dotyczy to tylko niektórych odmian tego narzędzia. Użycie bumerangów jest powszechnie kojarzone z australijskimi Aborygenami, ale tego typu broń była znana i używana także w innych kulturach, między innymi w Europie (na przykład u dawnych Germanów), Starożytnym Egipcie, południowo-wschodniej Azji oraz Ameryce Środkowej i Północnej. Aborygeni jako jedyni używali specjalnych lekkich bumerangów powracających do rzucającego.
Tradycyjne bumerangi robione były zazwyczaj z drewna i miały kształt zbliżony nieco do owocu banana – stopień zakrzywienia wahał się zwykle od nieznacznego zagięcia aż do kąta prostego. Obecnie bumerangi wytwarzane są z różnorodnych materiałów, używane są do zabawy, sportu, rekreacji i mają bardzo różne kształty (na przykład trzy- czy czteroramienne krzyże).
Najstarszy zachowany bumerang na świecie odkryto w 1985 roku w Polsce, w Jaskini w Obłazowej. Jest to 71-centymetrowe narzędzie wykonane z ciosu mamuta o półksiężycowatym zarysie i wadze około 800 gramów. Jego wiek oszacowano pierwotnie na około 23–30 tys. lat, jednak najnowsze datowanie wskazuje na około 40 tys. lat temu. Poza bumerangiem archeolodzy znaleźli w niej także najstarsze szczątki ludzkie w Polsce (dwa paliczki), ułożone w rytualnym kręgu z otoczaków granitowych i kwarcytowych.
Ludzie, którzy wykonali bumerang z Jaskini w Obłazowej, byli związani z kulturami z morawskiego Pavlova, gdzie także odnaleziono bumerangi, jednak wykonane z drewna. Także najstarszy zachowany bumerang z Australii wykonano z drewna, a jego wiek określa się na 10 tysięcy lat.
Jako pierwszy narzędzie to opisał w 1770 roku Joseph Banks, uczestnik wyprawy Jamesa Cooka.

## Dane techniczne
- materiał: ciosy mamuta, drewno (czarna akacja, sandałowiec, drzewo mangrowe, kazuaryna)
  - współczesne tworzywa (na przykład włókna węglowe)
- rozpiętość ramion: zwykle do 75 centymetrów (wyjątkowo do 2 metrów)[2]
- masa od 70 do 700 gramów[2] (800 gramów waży najstarszy znany bumerang z Jaskini w Obłazowej)[3]

## Sposób rzucania
Bumerang rzuca się trzymając go pionowo, lub ewentualnie lekko przechylony w prawo (wbrew powszechnej opinii, że bumerangiem rzuca się poziomo). Celuje się na wprost, na przykład w jakiś obiekt. Bumerang rzucony prosto zaczyna lecieć po krzywej, która, jeżeli jest rzucony umiejętnie, zamyka się w okrąg. Bumerang dla osób praworęcznych rzuca się w kierunku przeciwnym do ruchu wskazówek zegara, dla leworęcznych – zgodnie.

## Mechanika lotu
Ramiona bumerangu są tak wyprofilowane (profil lotniczy), by jego ruch wirowy wywoływał siłę nośną prostopadłą do płaszczyzny obrotów. Bumerang porusza się również ruchem postępowym, zatem ramię będące chwilowo w górze ma większą prędkość względem powietrza niż ramię dolne. Ponieważ wielkość siły nośnej rośnie z prędkością, to ciąg wytworzony przez górną i dolną część bumerangu nie są jednakowe. Nierównowaga ta skutkuje momentem siły, który wywołuje precesję żyroskopową wirującego bumerangu.